# Nedelino
Nedelino (în bulgară Неделино) este un oraș în partea sudică a Bulgariei, în Munții Rodopi. Aparține comunei Nedelino, regiunea Smolean.

## Demografie
Componența etnică a orașului Nedelino
     Bulgari (76,09%)
     Nicio identificare (23,9%)
     Altele (0,26%)
La recensământul din 2011, populația orașului Nedelino era de 4.564 locuitori. Din punct de vedere etnic, majoritatea locuitorilor (76,09%) erau bulgari. Pentru 23,9% din locuitori nu este cunoscută apartenența etnică.